# Potere operaio

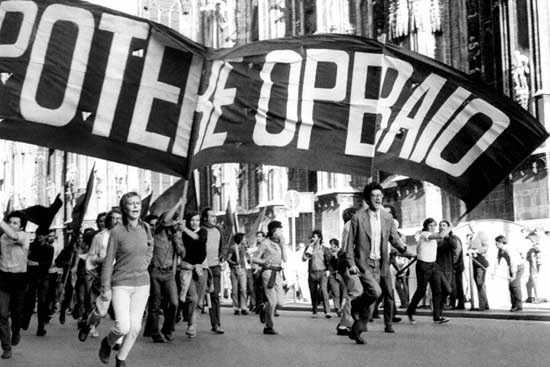
Demonstration von Potere Operaio

Potere Operaio (deutsch Arbeitermacht, abgekürzt PotOp) war eine Organisation der außerparlamentarischen Linken in Italien. PotOp entstand während der Arbeiterkämpfe des so genannten Heißen Herbstes 1969 und löste sich im Juni 1973 auf. Unter den Mitgliedern waren u. a. Antonio Negri, Sergio Bologna, Massimo Cacciari, Oreste Scalzone, Franco Piperno und Valerio Morucci.

## Vorgeschichte
Potere Operaio war eigentlich ein Schlachtruf der außerparlamentarischen Linken in Italien, der vor allem von operaistischen Gruppen gebraucht wurde. Seit 1962 wurden immer wieder operaistische Flugblätter unter diesem Namen veröffentlicht. Die erste Potere Operaio-Gruppe formierte sich um Toni Negri, Massimo Cacciari und Luciano Ferrari-Bravo in Porto Marghera (1963/64). Seit 1966 kam es auch in anderen italienischen Städten zur Gründung von Potere Operaio-Gruppen, wie etwa in Turin, Perugia und vor allem in Pisa. 
 Die Gruppe Lotta Femminista setzte sich beispielsweise für bezahlte Hausarbeit unter Frauen ein.
Diese Gruppen waren zunächst nicht auf nationaler Ebene organisiert. Überlegungen, die verschiedenen Gruppen zu vereinen, brachten kein Ergebnis. Fast alle dieser Gruppen lehnten jedoch eine Zusammenarbeit mit den Gewerkschaften und der Kommunistischen Partei Italiens (PCI) kategorisch ab. Ziel war es stattdessen, die Arbeiterkämpfe autonom zu organisieren.

## Entstehung: Der heiße Herbst in Turin
1969 kam es zu Arbeitskämpfen, die eine bis dahin ungeahnte Qualität erreichten: Getragen durch alle drei Gewerkschaften und unterstützt durch Protesterfahrungen der Studenten, brachten es die Arbeiter auf insgesamt über 300 Millionen Streikstunden und erkämpften so Lohnerhöhungen in Höhe von 18,3 % (1970) und weitere 9,8 % bzw. 9 % in den beiden Folgejahren.
Die Kämpfe konzentrierten sich vor allem auf den Fiat-Konzern in Turin, wo sich auch zahlreiche prominente Vertreter der Neuen Linken an den Arbeitskämpfen beteiligten. Innerhalb dieser Arbeiter- und Studentenavantgarden kam es zum Streit über die Form der Organisation und die strategische Ausrichtung. Während des Sommers 1969 setzten sich zwei Strömungen durch. Als Zentren dieser Strömungen entstanden die Organisationen Lotta Continua und Potere Operaio:
- Lotta Continua stand in der Tradition von Il Potere Operaio di Pisa. Die Aktivisten setzten vor allem auf die spontane und kreative Energie der „revolutionären Massen“. Erstrebt war der Aufbau stabiler, landesweiter Strukturen, die Inhalte und Projekte der Bewegung koordinieren sollten. LC verstand sich dabei als Teil der Bewegung und nicht als externe Avantgarde. Zu den Gründern von Lotta Continua zählten Adriano Sofri, Guido Viale und Luigi Bobbio. Hochburgen von LC waren Turin und die Toskana. 1976 löste sich LC als Organisation auf. Die gleichnamige Zeitschrift, die seit November 1969 herausgegeben wurde, erschien noch bis 1982.
- Potere Operaio setzte sich vor allem aus Vertretern der römischen Studentenbewegung, Potere Operaio di Porto Marghera und der Wochenzeitschrift La Classe zusammen, die seit dem 1. Mai 1969 in Turin erschien. Ziel von La Classe war es in erster Linie, über die Arbeitskämpfe in Turin zu informieren. Zugleich aber wurde der Aufbau einer landesweiten Organisation gefordert, was dann mit der Gründung von Potere Operaio im September 1969 umgesetzt wurde.[3] PotOp erstrebte den Aufbau einer Partei nach bolschewistisch-leninistischem Vorbild. Dabei sah sich die Gruppe als intellektuelle Avantgarde, die die Bewegung führen und disziplinieren sollte. Damit war PotOp wesentlich zentralistischer und elitärer als LC ausgerichtet.[4]

## Die Entwicklung von Potere Operaio 1970–73
Im Herbst 1969 kam die erste Ausgabe der Zeitschrift Potere Operaio heraus. Als Herausgeber fungierte Francesco Tolin, der diese Funktion bereits bei den operaistischen Zeitschriften Classe Operaia und Contropiano ausgeführt hatte. 

Die erste PotOp-Organisationskonferenz wurde im Januar 1970 in Florenz abgehalten. Hier erst erhielt PotOp organisatorische Konturen; Alberto Magnaghi wurde zum ersten Sekretär (italienisch segretario nazionale) gewählt. Nach diesem Kongress begann man, in verschiedenen Städten Büros zu eröffnen. Hochburg war Rom, wo Piperno und Scalzone bereits 1968 leader der Studentenbewegung waren. Ein weiterer Schwerpunkt war der Nord-Osten Italiens, vor allem Padua und Venedig/Porto Marghera. Es gelang jedoch nie, sich in den wichtigen Industriestädten des Nordens zu etablieren. In Turin setzte sich LC durch, während in Mailand die leninistisch orientierte Gruppe Avanguardia operaia (deutsch Arbeiteravantgarde) und die Studentenbewegung der Statale um Mario Capanna den größten Einfluss hatten.
Die politische Arbeit der Gruppe bestand vor allem darin, in Fabriken und Arbeitervierteln zu agitieren und die Arbeiter von der Notwendigkeit einer proletarischen Revolution zu überzeugen. Dabei wurde die Notwendigkeit einer revolutionären Partei nach leninistischem Vorbild betont. Inhaltlich ging es PotOp vor allem um den Kampf gegen die kapitalistische Lohnarbeit: "Es stimmt nicht, dass wir in dieser Gesellschaft frei sind. Wir sind nur frei, jeden Morgen aufzustehen und zur Arbeit zu gehen. Wer nicht arbeitet, isst nichts! Ist das Freiheit? Es gibt eine Sache, die unserer Freiheit im Wege steht: die Arbeit." Damit knüpfte PotOp an eine zentrale These des frühen Operaismus an, die in erster Linie von Mario Tronti erarbeitet wurde.
Bereits seit 1970 wurde innerhalb der Gruppe über die Anwendung von Gewalt und das Problem der Illegalität diskutiert. Diese Diskussion prägte dann auch die dritte Organisationskonferenz (24.–26. September 1971 in Rom). Dort unterbreitete Francesco Pardi den Vorschlag, geschlossen in den Untergrund zu gehen. Dieser Vorschlag wurde verworfen. Einig waren sich aber die meisten Aktivisten, dass eine Revolution nur durch einen bewaffneten Aufstand zu erreichen sei (ital. insurrezione armata). Zur Vorbereitung dieses Aufstandes wurde ein kleiner militanter Kern für illegale Arbeit gegründet, der gemäß seiner Aufgabe als Lavoro Illegale (abgek. LI) bezeichnet wurde. LI erhielt eine politisch-militärische Doppelspitze: Oreste Scalzone wurde der politische Verantwortliche, dem späteren Rote-Brigaden-Aktivisten Valerio Morucci wurde die militärische Verantwortung übertragen. Zum segretario nazionale wurde Piperno gewählt.
Die politische Organisation (PotOp) verfügte damit seit 1971 über einen bewaffneten Arm (LI). Gegen den Aufbau dieser klandestinen Struktur hatte sich Toni Negri ausgesprochen, der seinerseits für eine Militarisierung der Massen plädierte. Negri und Piperno hatten zudem unterschiedliche Auffassungen über die Organisationsform: Während die Idee zum Aufbau einer Partei vor allem von Piperno vertreten wurde, plädierte Toni Negri auch in diesem Punkt für eine offenere Struktur und autonome Aktionsformen.

## Das Ende von Potere Operaio
PotOp galt, abgesehen von den Roten Brigaden, als radikalste Gruppe der außerparlamentarischen Linken Italiens und war entsprechend isoliert. Um diese Isolation zu durchbrechen, wurde u. a. auch ein Zusammenschluss mit Il Manifesto angestrebt, der jedoch nicht zustande kam. Aufgrund der Isolation und der Erfolglosigkeit geriet PotOp spätestens 1972 in eine Krise. Hinzu kam eine anhaltende finanzielle Krise nach dem Tod des wichtigsten Finanziers Giangiacomo Feltrinelli (15. März 1972).
Am 16. April 1973 kam es im römischen Stadtteil Primavalle zudem zu einem schwerwiegenden Zwischenfall: Bei einem Brand im Haus eines MSI-Aktivisten starben zwei seiner Söhne. Daran, dass das Feuer von einigen PotOp-Aktivisten gelegt wurde, bestanden von Beginn an kaum Zweifel. Dementsprechend verschärfte dies die innere Krise von PotOp, und viele Aktivisten verließen in der Folge die Organisation.
Als Konsequenz dieser anhaltenden Krise wurde beim vierten und letzten Kongress von PotOp in Rosolina (31. Mai bis 3. Juni 1973) schließlich die Auflösung beschlossen. Negri hatte bereits im Vorfeld das "Ende der Gruppen" propagiert, weil diese durch die Arbeitskämpfe der Jahre 1972/73 von der Wirklichkeit überholt worden seien. Die Arbeiter hätten ein neues Niveau der Basisorganisation erreicht. Gruppen wie Lotta Continua oder Potere Operaio waren nach Ansicht Negris damit überflüssig geworden. Hintergrund war, dass Fiat-Arbeiter im März 1973 die Fabrik Fiat-Mirafiori einige Tage besetzt hielten und die Auslieferung damit massiv behinderten. Diese Besetzung wurde von den Arbeitern selbst und gegen den ausdrücklichen Willen der Gewerkschaften organisiert.
Bereits im März 1973 wurde auf einem Kongress in Bologna die Bewegung der Autonomia Operaia (dt. Arbeiterautonomie) ins Leben gerufen, in der sich dann auch viele ehemalige PotOp-Aktivisten engagierten, darunter auch Piperno und Scalzone. Andere (z. B. Valerio Morucci oder Adriana Faranda) traten später in die Roten Brigaden ein. Die Zeitschrift Potere Operaio erschien noch bis Dezember 1973.